# 杰克·贾曼
杰克·贾曼（英語：Jake Jarman，2001年12月3日—），英国男子竞技体操运动员，2022年世界竞技体操锦标赛男子組团体铜牌得主、2023年世界竞技体操锦标赛男子跳马金牌得主，成為跳馬世界冠軍；作為英國代表團的一員參加2024年夏季奥林匹克运动会体操比赛自由體操項目獲得銅牌。